# Casa Siscar
La casa Siscar és un edifici situat al carrer de la Portaferrissa, 22 de Barcelona, catalogat com a bé cultural d'interès local.

## Història
El 1734, María Nicasia de Toledo y Lacambra, natural de Madrid i vídua de Juan Fernández-Calderón y Gutiérrez-Pajarillo, superintendent de la Reial Casa de la Moneda de Barcelona i correu major de Catalunya i Balears, natural de Selaya, i Pedro Rebollar de la Concha, cosí del seu marit i cotutor dels seus fills menors, van adquirir la finca per venda judicial a Francesc Gallart i Pastor. L'edifici fou reformat pel fuster Domènec Miró en dues campanyes d'obres, una del 1736 i una altra i més important a partir del 1754, on es van fer els balcons del primer pis, entre altres intervencions.
El 1751, el seu fill Antoni Fernández-Calderón i de Toledo (1722-1791), membre de la Reial Acadèmia de Belles Arts de Sant Jordi, es va casar amb Maria Francesca de Verthamon i de Carreras, filla de Josep de Verthamon i Fizes, jutge de les confiscacions de Felip V, i de Maria Lluïsa de Carreras i de Gatxapay, barons de Santa Marta de les Arenes. El 1781, la seva filla Maria Francesca Fernández-Calderón i de Verthamon es va casar amb el noble tarragoní  Josep Antoni de Vidal i de Jalpí. El 1783, la seva germana Maria Antònia es va casar amb el noble d'Agramunt Ramon de Siscar i Rocabruna, fixant la seva residència a la casa del carrer de la Portaferrisaa.
L'hereu Ramon de Siscar i Fernández-Calderón (1792-1850) va exercir d’advocat i fou un noble il·lustrat. Casat amb la tarragonina Maria Tecla de Montoliu i Dusai (1802-1889), filla del noble tarragoní Plàcid Manuel de Montoliu i Bru (1767-1848) i de Felipa Dusai, van tenir dos fills: Ramon de Siscar i de Montoliu (1830-1889) fou l'hereu de la nissaga, i la seva germana Maria (1832-1865) es casà amb Ramon Maria de Sagarra i de l'Espagnol (1828-1873), que van ser pares de Ferran de Sagarra i de Siscar (1853-1939).
Ramon de Siscar hi tenia una col·lecció numismàtica de més de 5.000 monedes, i el 1871 es casà en segones noces amb la noble Francesca Xaviera de Castellarnau i Lleopart (1839-1901), natural de Berga. L'hereu Ramon de Siscar i de Castellarnau era ludòpata, i la nit del 10 a l'11 de desembre del 1901 hi va matar la seva mare a trets de pistola perquè aquesta es negava a donar-li diners. Després d'un procés judicial per a inhabilitar-lo, l'herència va passar el 1906 a mans del seu germà Josep Maria de Siscar i de Castellarnau.
A principis del segle xx s'hi va instal·lar la pelleteria, fàbrica de gèneres de punt i merceria a l'engròs d'Antoni Altisent.

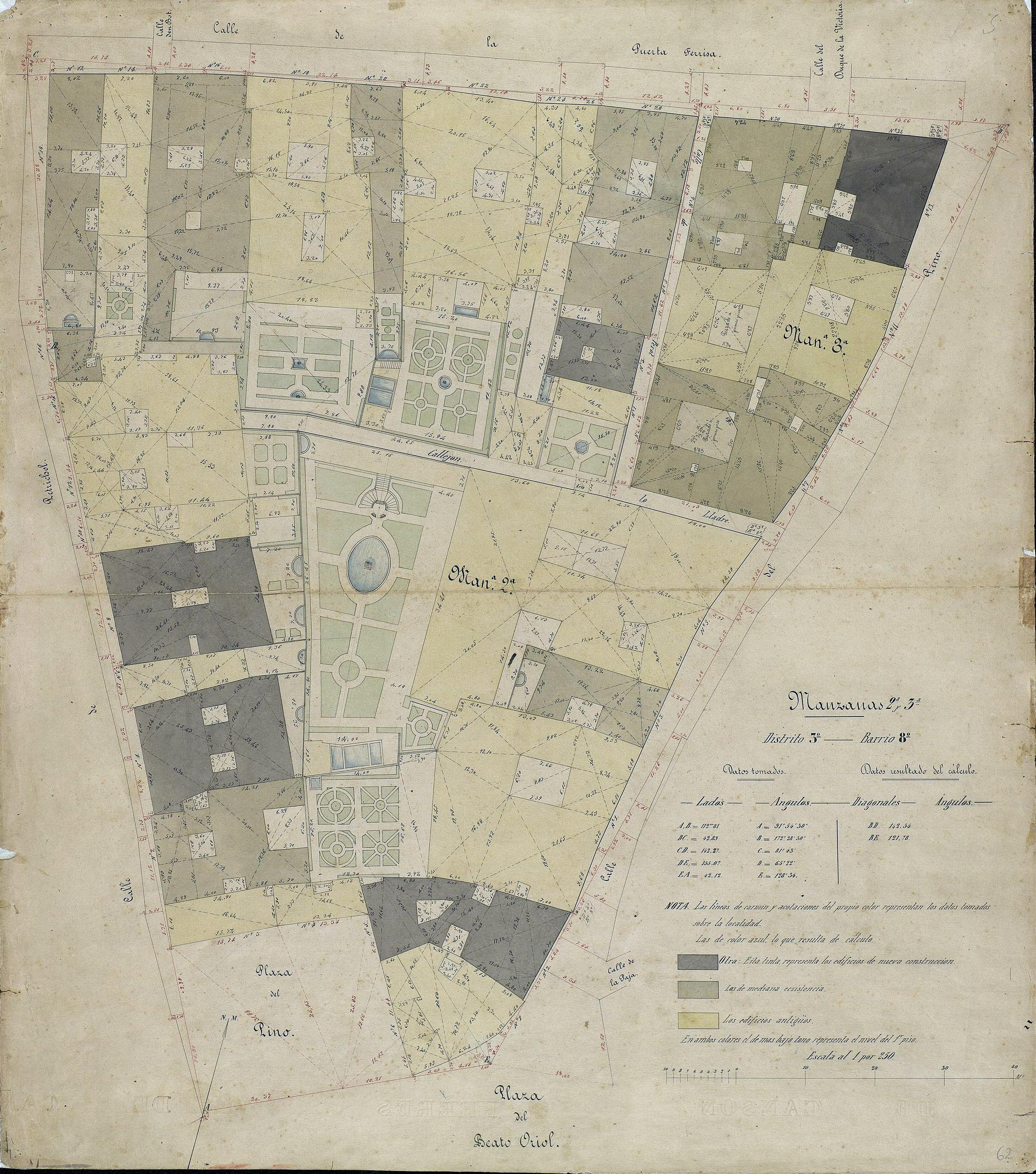
Quarteró núm. 62 de Garriga i Roca (c. 1860)

## Descripció
Casalot edificat sobre una gran parcel·la, amb planta baixa, principal, un pis i unes golfes sota coberta. Els baixos són oberts amb tres amplis portals de llinda de pedra, a través dels quals s'accedeix a comerços i a les galeries Maldà, que ocupen l'espai de l'antic jardí i enllacen amb els baixos d'altres edificis del carrer i la plaça del Pi.
La façana principal està aixecada amb pedra llisa sense gairebé cap ornamentació, més enllà de les subtils motllures dels marcs de les obertures. Els balcons són de llosana de rajola i barana de ferro forjat. A les golfes s'obren un seguit de finestres quadrades amb ampit prominent. Al capdamunt, s'estén un ràfec de ceràmica.
La façana del pati d'illa té una loggia d'arcs de mig punt sobre parells de columnes jòniques al primer pis, i pilastres al segon.